# Adressbuch

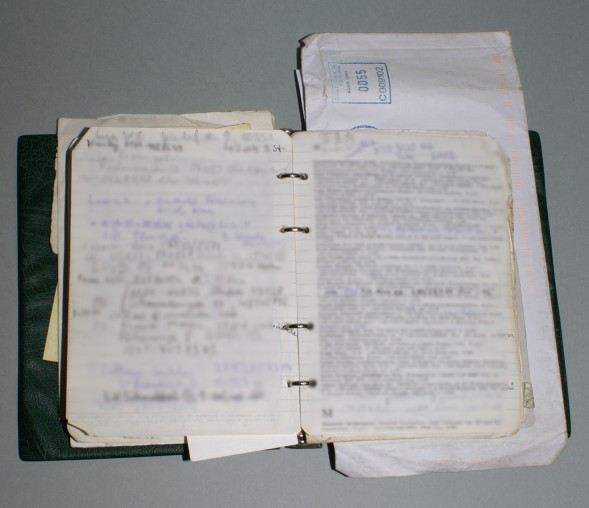
Privates Adressbuch

Ein Adressbuch ist ein privat, geschäftlich oder dienstlich geführtes oder aber ein öffentlich publiziertes Verzeichnis der Adressen von Einzelpersonen, Behörden, Institutionen und Unternehmen. Bekanntestes öffentliches Adressbuch ist das Telefonbuch.
Üblicherweise hält man darin Nachname, Vorname, Anschrift (bestehend aus Straße, Hausnummer, Postleitzahl, Wohnort), die zusammen die Postanschrift bilden, fest, sowie Telefonnummern des Festnetzes und der Mobilnetze und gegebenenfalls Faxnummern, E-Mail-Adressen und Webseiten.
Häufig werden noch andere persönliche Angaben wie Geburtstag aufgeführt. Adressbücher gibt es in handschriftlicher und gedruckter Form (z. B. in größeren Unternehmen oder Behörden; vgl. für diese auch Staatskalender). Zur vereinfachten Suche haben Adressbücher häufig alphabetische Reiter, die sowohl gedruckt als auch gestanzt sein können.

## Öffentliche Adressbücher (Einwohnerbücher eines Ortes)

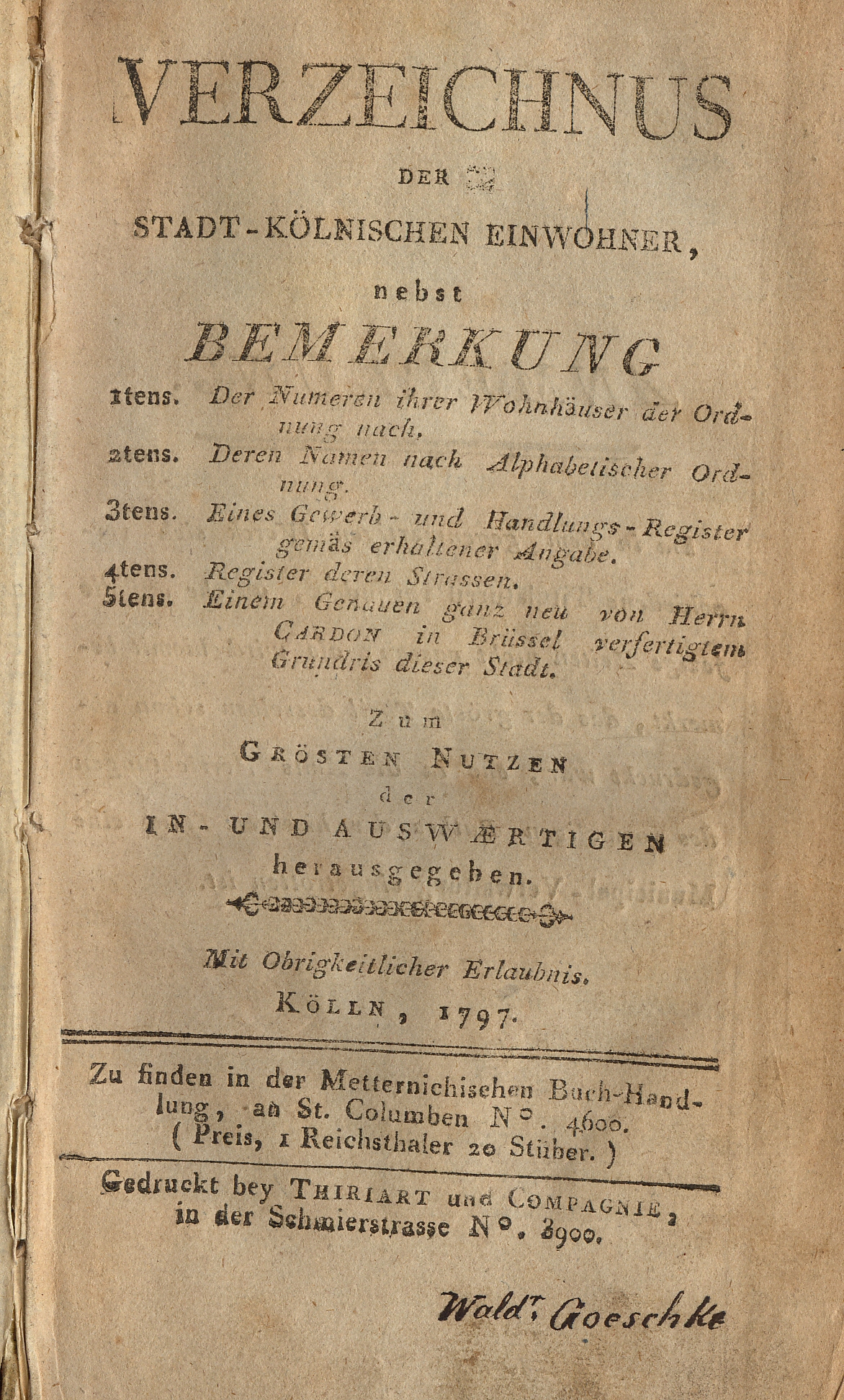
3. Kölner Adressbuch 1797

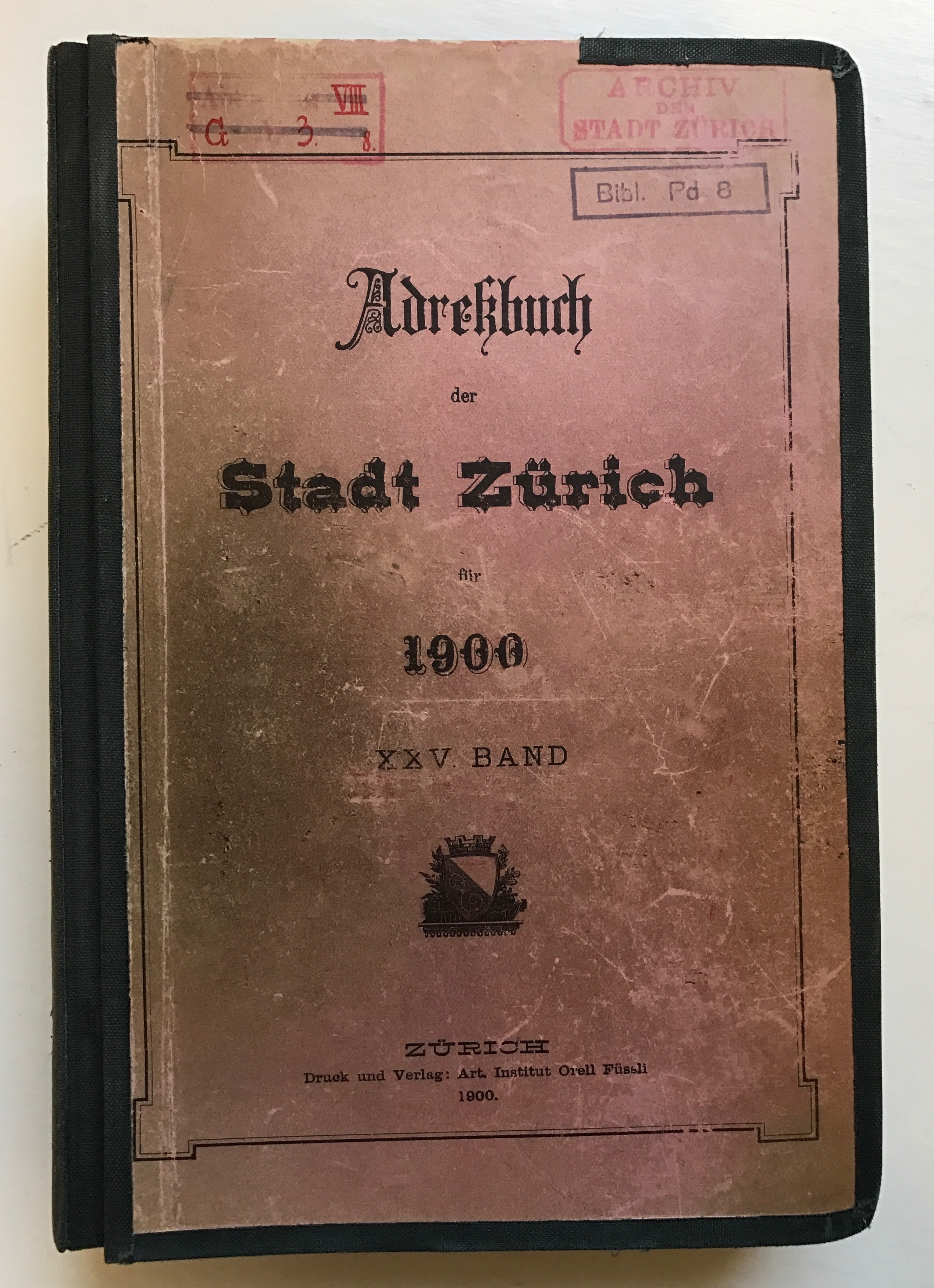
Adressbuch der Stadt Zürich 1900

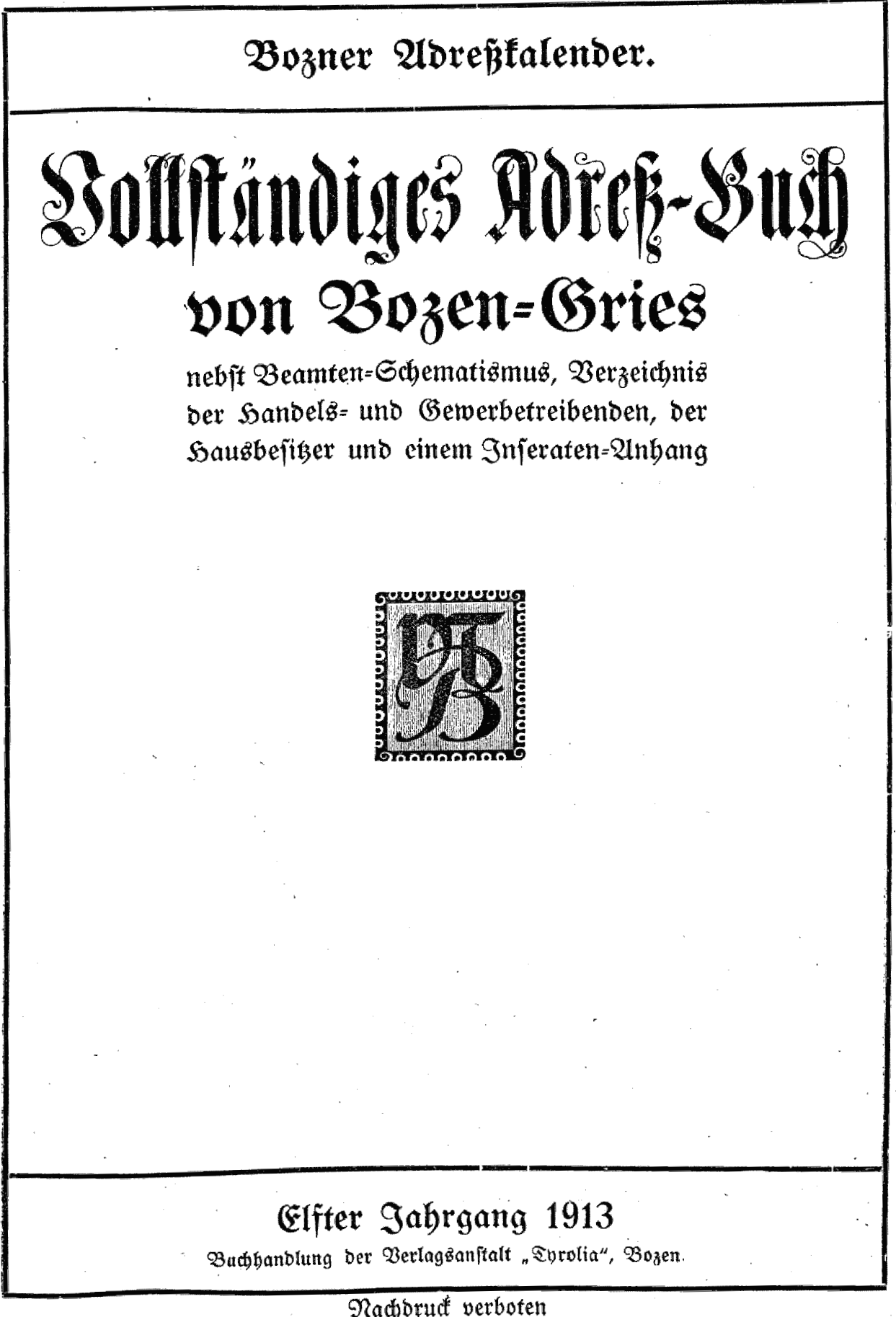
Adressbuch für Bozen-Gries 1913

Gedruckte Adressbücher wurden zunächst nur für größere Städte erstellt. Sie umfassten meist lediglich den eigentlichen Stadtbereich, evtl. noch nahegelegene Vororte, die aber nicht unbedingt zum Verwaltungsbereich der Stadt gehörten. Erst Ende des 19. und Anfang des 20. Jahrhunderts begann man auch in der Nähe einer Stadt gelegene Dörfer zu erfassen, für abgelegene ländliche Orte gibt es aber oft keine gedruckten Adressbücher. 
Adressbücher enthalten oft mehrere Listen mehr oder weniger gleichen Inhalts, aber in verschiedener Sortierung:
- eine nach den Nachnamen der Einwohner geordnete Liste;

- eine nach Straßen und Hausnummer geordnete Liste, die Bewohner der Häuser enthält. Oft wurden dabei auch die Hauseigentümer angegeben (z. B. falls im Haus wohnend, hervorgehoben, sonst mit Wohnort angegeben). Auch die Lage der Wohnung der angegebenen Personen wurde in manchen Büchern angegeben („3. Stock links“), alternativ Angaben wie „Hinterhaus“ o. ä.
In einer solchen Liste konnten auch kreuzende Straßen erwähnt sein, ebenso Briefkästen und Telefonzellen.
In manchen Adressbüchern wurde auch die Herkunft der Straßennamen angegeben.

- eine Liste der Unternehmen nach Branchen;

- Listen der Einwohner kleinerer Nachbarorte;

- Listen besonderer Bevölkerungsgruppen. So findet sich zum Beispiel im ersten gedruckten Adressbuch der Stadt Hannover[1] von 1798 am Ende ein gesondertes Verzeichnis der Handel und Gewerbe betreibenden Judenschaft.

- Listen der Behörden, Vereine und Ärzte, auch religiöse Gemeinschaften oder von ihnen unterhaltene Einrichtungen können aufgeführt sein. Dabei sind aber etwa die in einem Kloster lebenden Mönche bzw. Nonnen nicht einzeln genannt, sondern nur die Kommunität als solche;

- Alte Einwohnerbücher wurden oft ergänzt mit Listen von Post-, Telegramm- und Fernsprechgebühren, Postbestimmungen, Gebühren der Dienstmänner, Pferde- und Autodroschken, Fahrplänen öffentlicher Verkehrsmittel sowie gesetzlichen Bestimmungen.

Alte Adressbücher enthalten oftmals nur die Namen der – männlichen – Haushaltsvorstände, Ehefrauen und Kinder sind hier meist nicht aufgeführt, ebenso wenig Dienstboten oder Angestellte, die mit im Haushalt lebten. Neben dem Namen ist in alten Adressbüchern oft auch die Berufsbezeichnung verzeichnet wie z. B. „Eisenbahnführer“, „Dienstmagd“. Ein Eintrag wie Eisele Dr., Arzt, Wwe. zeigt an, dass der Haushaltsvorstand, der Arzt Dr. Eisele, verstorben ist und seine Witwe, evtl. mit Kindern, die Wohnung bewohnt. 
Ende des 19., Anfang des 20. Jahrhunderts war der Informationsgehalt der Adressbücher oft größer, hier finden sich dann auch Namen von Ehefrauen, erwachsenen Kindern, die im Haushalt der Eltern lebten, oder sonstigen Mitbewohnern. Allerdings ist immer im Einzelfall zu prüfen, wie umfassend die Angaben sind, da dies je nach Herausgeber oder Verlag unterschiedlich gehandhabt wurde. 
Mitunter enthalten die gedruckten Adressbücher auch Karten, etwa einen Stadtplan.
Amtliche Einwohnerbücher können durchaus auch werbliche Einträge enthalten. Auch Buchrücken, Seitenränder, der Vorsatz, evtl. auch weitere Seiten am Anfang oder Ende des Buches wurden gern mit Werbung bedruckt, um den Druck zu finanzieren.
Wie wichtig Adressbücher in ihrer Blütezeit waren zeigt sich daran, dass Anfang des 20. Jahrhunderts im öffentlichen Raum Automaten aufgestellt wurden, die, nach Einwurf einer Münze, das Blättern in einem Adressbuch erlaubten. So sollte für neu ankommende Reisende eine Möglichkeit geschaffen werden, sich in der Stadt zu orientieren.
In der Vergangenheit wurden Adressbücher meist anhand der Unterlagen der Meldebehörden erstellt (im Titel oft erkennbar durch Zusätze wie „Amtliches Adressbuch“, „aufgrund amtlicher Unterlagen bearbeitet“ o. Ä.), heute geschieht dies einerseits aus Gründen des Datenschutzes (immer weniger Menschen möchten dort aufgeführt werden), aber auch wegen der Verfügbarkeit der Daten im Internet, nicht mehr in gedruckter Form. Daher enthalten heutige Adressbücher bzw. elektronische Verzeichnisse (siehe unten) mitunter nur noch die Angaben derjenigen Personen oder Institutionen, die mit ihrer Nennung einverstanden waren oder sie sogar ausdrücklich veranlasst haben. Sie entsprechen darin dem heutigen Telefonbuch, in dem auch nur noch diejenigen Anschlussinhaber aufgeführt sind, die sich mit der Nennung einverstanden erklärt haben, während der Eintrag früher verpflichtend war. 
Neben Adressbüchern, die alle Einwohner eines Ortes nennen, gab und gibt es auch Spezialadressbücher (bzw. deren elektronische Nachfolger), z. B. mit allen landwirtschaftlichen Betrieben einer bestimmten Region. Sie führen zwar dementsprechend nicht alle Einwohner eines Ortes auf, berücksichtigen dafür aber auch ländliche Orte, für die kein allgemeines Adressbuch existiert.

## Einzelne Adressbücher
Zu einer Institution entwickelte sich das von Adolph Lehmann herausgegebene Wiener Adreßbuch – Lehmanns Wohnungsanzeiger, das von 1859 bis 1941 (lange nach Lehmanns Tod) herausgegeben wurde. Es ist im Online-Archiv der Stadt Wien aufrufbar.

## Elektronische Adressbücher
Immer mehr setzen sich durch die Verbreitung elektronischer Medien digitale Formen durch. Diese können als separate, speziell für diesen Zweck konzipierte Software, innerhalb von Standard-Bürosoftware integrierte Programme, Datenbanken am Einzelplatzrechner, im Intranet oder im Internet gespeichert sein. Hierzu zählen auch Telefonverzeichnisse auf CD. Ein Abgleich mit Mobiltelefon, Organizer oder PDA ersetzt ein Adressbuch auf Papier. Netzwerkplattformen wie z. B. XING gehen so weit, dass die Kontaktdaten aufeinander verlinkt werden und somit immer aktuell sind.
Eine elektronische Visitenkarte zur automatischen Aufnahme ins Adressbuch ist die vCard. Das automatische Erstellen mehrerer Briefe an Adressen eines Adressbuchs nennt sich Serienbrief.

## Verwendung historischer Adressbücher
Alte Adressbücher sind eine wichtige Quelle für die historische Forschung. 
Für viele Orte, deren Archive im Zweiten Weltkrieg oder aus anderen Gründen verloren gingen, sind die gedruckten und daher weiter verbreiteten Adressbücher heute die einzigen Quellen, um den genauen Wohnort einer bestimmten Person zu ermitteln. Auch Berufs- oder Namensbezeichnungen oder Hausnummern lassen sich so nachträglich feststellen.
Aber auch bei der Ermittlung der letzten frei gewählten Wohnungen von Opfern des Nationalsozialismus spielen die Adressbücher der 1930er/1940er Jahre eine große Rolle; nicht zuletzt für die Verlegung der Stolpersteine durch Gunter Demnig.
Neben Angaben zur Einzelperson oder -familie können Adressbücher je nach Ausführlichkeit ihrer Angaben auch übergeordnete Fragestellungen beantworten, etwa zur Sozialtopographie, d. h. welche sozialen Schichten in einer bestimmten Straße oder einem Stadtviertel lebten; durch die Angaben zu Firmen und Gewerbetreibenden lassen sich Fakten zur Wirtschaftsgeschichte ermitteln usw.